# Jean Demozay
Jean Demozay (né le 21 mars 1915 à Nantes, décédé le 19 décembre 1945 à Buc, en Seine-et-Oise), est un aviateur français qui s'est distingué au cours de la Seconde Guerre mondiale. Compagnon de la Libération, surnommé Moses ou encore Morlaix, il remporte 21 victoires aériennes homologuées et deux probables, ce qui fait de lui le troisième as français de la Seconde Guerre Mondiale. Il est enterré à Beaugency.

## Biographie
Fils de Lucien Demozay, directeur des Établissements Holtzer à Firminy, président de la Chambre de commerce de Saint-Étienne, et de Lucie Walch, Jean Demozay fréquente le collège Saint-Joseph du Loquidy à Nantes puis poursuit ses études en Angleterre (St John's College, Portsmouth (en)). Au décès de son père en 1932, il revient en France pour prendre la direction des affaires familiales. Appelé sous les drapeaux en 1936, il est rapidement réformé pour inaptitude physique et repart dans le civil.
Au moment de l'entrée en guerre, Demozay parvient à se faire incorporer et, grâce à sa maîtrise de la langue anglaise, se fait affecter comme interprète auprès de la Royal Air Force (RAF). Il est attaché à la RAF Advanced Air Striking Force puis est détaché au No 1 Squadron de la RAF, où il parvient à piloter sur un avion de liaison Miles Magister.
Lors de la défaite militaire de mai-juin 1940, l'escadron se replie en Angleterre et Demozay se retrouve à Nantes. Refusant la défaite et voulant poursuivre le combat, il rejoint l'Angleterre en remettant en état de vol un appareil de transport britannique. Emportant à son bord seize techniciens de la RAF, il parvient à se poser à Sutton Bridge, malgré le fait qu'il n'a jamais piloté de bimoteur et ne possède qu'une expérience limitée du pilotage.

### Pilote de chasse dans la RAF
Rejoignant les Forces françaises libres expatriées en Angleterre, il parvient à se faire affecter dans la RAF et est envoyé à l'Operational Training Unit (OTU) No 5 à Aston-Down (en). Sorti de l'OTU en octobre 1940, il est affecté au No 1 Squadron sur Hawker Hurricane et participe à la bataille d'Angleterre. Il remporte sa première victoire sur un bombardier Junkers Ju 88 allemand le 8 novembre.
En mai 1941, titulaire de quatre victoires aériennes, il prend le commandement du B Flight (2e escadrille) du No 1 Squadron. À la mi-juin, il est affecté au No 242 Squadron et remporte deux nouvelles victoires, accédant ainsi au statut d'as. 
À la fin du mois de juin 1941, il prend le commandement du B Flight du No 91 "Nigeria" Squadron. C'est la première fois qu'un officier français est placé à la tête d'une escadrille britannique. C'est pendant ce tour d'opérations que Jean Demozay remporte la plupart de ses victoires, sur Spitfire Mk V. Toutes ses victoires sont remportées contre des chasseurs allemands. Il remporte également une victoire probable et endommage deux autres chasseurs. En janvier 1942, il est retiré du front et affecté pour plusieurs mois à l'état-major du 11e Groupe de la RAF.
Fin juillet 1942, il revient au No 91 Squadron et en prend le commandement jusqu'en janvier 1943. Il obtient trois nouvelles victoires sur des chasseurs Focke-Wulf Fw 190 allemands et en endommage un quatrième lors de ce tour d'opérations. 
En janvier 1943, Demozay est nommé Wing Commander et quitte le No 91 Squadron. Il n'effectuera plus de missions opérationnelles mais il a déjà effectué 400 missions de guerre, est titulaire de 21 victoires aériennes homologuées et deux probables. Il a également endommagé quatre avions ennemis en combat aérien, et a détruit de nombreux bateaux et avions au sol.

### Fonctions de commandement dans les FAFL
Il est chargé par le général de Gaulle de représenter les Forces aériennes françaises libres (FAFL) au sein de la mission du général Catroux, qui a pour but de préparer la fusion des Forces Françaises Libres avec l'Armée d'Afrique du Nord.
En juin 1943, il est affecté au commandement des Forces Aériennes Françaises du Moyen-Orient. En avril 1944, il est nommé au cabinet militaire du Commissaire de l'Air à Alger. Il crée alors le Groupe Aérien de Coopération "Patrie" destiné à soutenir les Forces françaises de l'intérieur du Sud-Ouest en France. Cette unité, qui comprend les groupes « Béarn » et « Picardie » quitte l'Afrique du Nord pour la France en août 1944 et harcèle les troupes allemandes qui battent en retraite.
Il devient ensuite adjoint au général commandant les Écoles de l'Air en octobre 1945 et meurt dans un accident d'avion le 19 décembre 1945 près du terrain de Buc en Seine-et-Oise (maintenant les Yvelines).

## Décorations
- Commandeur de la Légion d'honneur
- Compagnon de la Libération par décret du 30 juin 1941[4]
- Croix de guerre 1939-1945 (13 palmes)
- Distinguished Flying Cross (Royaume-Uni) avec "bar"
- Ordre du Service distingué (GB)
- 1939-45 Star avec agrafe "Battle of Britain" (GB)
- Air Crew Europe Star (GB)
- War Medal 1939-1945 (GB)
- Defence Medal 1939-45 (GB)
- Africa Star (GB)
- Distinguished Flying Cross (États-Unis)
- Croix de guerre
- Croix de guerre 1939-1945